# 湖阳镇 (当涂县)
湖阳镇是中华人民共和国安徽省马鞍山市当涂县下辖的一个镇。

## 行政区划
湖阳镇下辖以下村级行政区划单位：
小太平社区、西湖社区、陶村港社区、塘沟村、大邢村、西峰村、彰教村、均庆村和镇庵村。